# Prima Lega 2023-2024 (Libia)
La Prima Lega 2023-2024 è stata la quarantanovesima edizione della massima divisione del campionato di calcio della Libia. Il campionato è iniziato il 27 ottobre 2023 ed è terminato il 22 luglio 2024.
L'Al-Ahly Tripoli era la squadra campione in carica, avendo vinto il suo tredicesimo titolo nazionale nell'edizione 2022-2023. Il campionato è stato vinto dall'Al-Nasr Bengasi, al suo terzo titolo nazionale.

## Stagione

### Novità
Al termine della scorsa stagione sono stati retrocessi in Seconda Divisione Shabaab al-Jabal e Al-Mahalah, ultimi classificati dei rispettivi gironi. In aggiunta, il Darnes Darna non si è iscritto al campionato.
Al loro posto sono stati promossi dalla Seconda Divisione Al-Anwar, Al-Marj, Al-Bashaer e Al-Malaab Al-Libby, allargando il numero di squadre partecipanti da 20 a 21.

### Formula
Le 21 squadre partecipanti sono divise in due gironi su base regionale, uno da dieci e uno da undici squadre, che giocano con partite di andata e ritorno, per un totale rispettivamente di 18 e 20 giornate. Al termine della stagione regolare, le prime tre di ogni girone si qualificano per il gruppo scudetto, che consiste in un girone all'italiana con gare di sola andata. La vincente del gruppo scudetto è campione di Libia e si qualifica per la CAF Champions League 2024-2025.
L'ultima del girone A e le ultime due del girone B sono retrocesse in Seconda Divisione, mentre le due squadre none classificate giocano uno spareggio promozione/retrocessione contro altrettante squadre di Seconda Divisione.

## Squadre partecipanti

### Girone A
| Squadra          | Città    | Stagione precedente         |
| ---------------- | -------- | --------------------------- |
| Al-Ahly Bengasi  | Bengasi  | 2° nel Gruppo Scudetto      |
| Al-Akhdar        | Beida    | 4° in Prima Lega - Girone A |
| Al-Anwar         | Bengasi  | Seconda Divisione           |
| Al-Hilal Bengasi | Bengasi  | 3° nel Gruppo Scudetto      |
| Al-Marj          | Bengasi  | Seconda Divisione           |
| Al-Nasr Bengasi  | Bengasi  | 5° nel Gruppo Scudetto      |
| Al-Sadaqa        | Shahat   | 7° in Prima Lega - Girone A |
| Al-Soukour       | Tobruch  | 8° in Prima Lega - Girone A |
| Al-Taawoun       | Agedabia | 6° in Prima Lega - Girone A |
| Al-Tahaddy       | Bengasi  | 9° in Prima Lega - Girone A |

### Girone B
| Squadra             | Città    | Stagione precedente         |
| ------------------- | -------- | --------------------------- |
| Abu Salim           | Tripoli  | 4° nel Gruppo Scudetto      |
| Al-Ahly Tripoli     | Tripoli  | Campione di Libia           |
| Al-Bashaer          | Tripoli  | Seconda Divisione           |
| Al-Ittihad Misurata | Misurata | 9° in Prima Lega - Girone B |
| Al-Ittihad Tripoli  | Tripoli  | 6° nel Gruppo Scudetto      |
| Al-Khmes            | Tripoli  | 7° in Prima Lega - Girone B |
| Al-Madina           | Tripoli  | 8° in Prima Lega - Girone B |
| Al-Malaab Al-Libby  | Tripoli  | Seconda Divisione           |
| Al-Olympic          | Zawiya   | 4° in Prima Lega - Girone B |
| Al-Shawehly         | Misurata | 5° in Prima Lega - Girone B |
| Asaria              | Tripoli  | 6° in Prima Lega - Girone B |

## Classifica

### Girone A
|  | Pos. | Squadra              | Pt | G  | V  | N | P  | GF | GS | DR  |
|  | ---- | -------------------- | -- | -- | -- | - | -- | -- | -- | --- |
|  | 1.   | Al-Nasr Bengasi      | 37 | 18 | 11 | 4 | 3  | 29 | 13 | +16 |
|  | 2.   | Al-Ahly Bengasi (-3) | 34 | 18 | 11 | 4 | 3  | 32 | 15 | +17 |
|  | 3.   | Al-Akhdar            | 29 | 18 | 8  | 5 | 4  | 33 | 19 | +14 |
|  | 4.   | Al-Hilal Bengasi     | 29 | 18 | 9  | 2 | 6  | 25 | 19 | +6  |
|  | 5.   | Al-Taawoun           | 26 | 18 | 7  | 5 | 6  | 17 | 22 | -5  |
|  | 6.   | Al-Anwar             | 19 | 18 | 6  | 1 | 11 | 17 | 29 | -12 |
|  | 7.   | Al-Sadaqa            | 18 | 18 | 4  | 6 | 8  | 19 | 24 | -5  |
|  | 8.   | Al-Tahaddy           | 18 | 18 | 4  | 6 | 8  | 12 | 24 | -12 |
|  | 9.   | Al-Marj              | 17 | 18 | 4  | 5 | 9  | 18 | 25 | -7  |
|  | 10.  | Al-Soukour           | 16 | 18 | 4  | 4 | 10 | 16 | 28 | -12 |

Legenda
      Ammesse al Gruppo scudetto
 Ammessa ai play-off promozione/retrocessione.
      Retrocessa in Seconda Divisione 2024-2025.
Note:
Tre punti a vittoria, uno a pareggio, zero a sconfitta.
L'Al-Ahly Bengasi ha scontato 3 punti di penalizzazione.
L'Al-Hilal Bengasi passa ai playoff per gli scontri diretti contro il Al-Akhdar di Al-Bayda.

### Girone B
|  | Pos. | Squadra                 | Pt | G  | V  | N  | P | GF | GS | DR  |
|  | ---- | ----------------------- | -- | -- | -- | -- | - | -- | -- | --- |
|  | 1.   | Al-Ahly Tripoli         | 48 | 18 | 15 | 3  | 2 | 29 | 7  | +22 |
|  | 2.   | Al-Shawehly             | 32 | 18 | 9  | 5  | 6 | 23 | 14 | +9  |
|  | 3.   | Al-Madina               | 31 | 18 | 9  | 4  | 7 | 21 | 20 | +1  |
|  | 4.   | Al-Ittihad Tripoli (-3) | 28 | 18 | 7  | 10 | 3 | 21 | 14 | +7  |
|  | 5.   | Al-Ittihad Misurata     | 26 | 18 | 6  | 8  | 6 | 23 | 20 | +3  |
|  | 6.   | Al-Olympic              | 23 | 18 | 5  | 8  | 7 | 18 | 21 | -3  |
|  | 7.   | Abu Salim               | 22 | 18 | 4  | 10 | 6 | 17 | 22 | -5  |
|  | 8.   | Al-Khmes                | 20 | 18 | 4  | 8  | 8 | 13 | 21 | -8  |
|  | 9.   | Al-Malaab Al-Libby      | 19 | 18 | 4  | 7  | 9 | 16 | 21 | -5  |
|  | 10.  | Al-Bashaer              | 19 | 18 | 4  | 7  | 9 | 15 | 26 | -11 |
|  | 11.  | Asaria                  | 18 | 18 | 2  | 12 | 6 | 18 | 28 | -10 |

Legenda
      Ammesse al Gruppo scudetto
 Ammessa ai play-off promozione/retrocessione.
      Retrocessa in Seconda Divisione 2024-2025.
Note:
Tre punti a vittoria, uno a pareggio, zero a sconfitta.
L'Al-Ittihad Tripoli ha scontato 3 punti di penalizzazione.

## Gruppo scudetto
A causa della guerra civile in Libia, la fase finale della competizione è stata organizzata in Italia, come da accordi stipulati il 7 maggio 2024 durante la visita di Stato della presidente del cosiglio italiana Giorgia Meloni e del ministro dello sport Andrea Abodi col primo ministro libico Abdul Hamid Mohammed Dabaiba. Le partite si sono disputate nel mese di luglio, preliminarmente nei seguenti stadi:
- Viola Park (Bagno a Ripoli, Firenze);
- stadio Carlo Castellani (Empoli);
- stadio Arena Garibaldi-Romeo Anconetani (Pisa);
- stadio Lungobisenzio (Prato);

A causa di problemi con la Regione Toscana, la Lega Libica ha optato di giocare in Campania e in Abruzzo nei seguenti stadi:
- stadio Partenio-Adriano Lombardi (Avellino);
- stadio Gran Sasso (L'Aquila);
- stadio Gaetano Bonolis (Teramo).

La cerimonia di premiazione della squadra vincitrice, l’al-Nasr Bengasi (di proprietà di Khaled Haftar, figlio del generale della Cirenaica), venne organizzata allo Stadio dei marmi di Roma, alla presenza dei ministri italiani Antonio Tajani e Andrea Abodi, oltre al presidente della Federcalcio italiana Gabriele Gravina e della Federcalcio libica Abdulhakin al Shalmani. Tuttavia, venne impedito a Khaled Haftar di entrare nello stadio, per evitare eventuali polemiche tra il governo italiano e il governo di Haftar, non riconosciuto dalla comunità internazionale: per questo i giocatori dell’al-Nasr Bengasi si rifiutarono di presentarsi, lasciando Tajani sul palco nell'imbarazzo di a chi consegnare le decine di medaglie, preentandosi infine il magazziniere della squadra per ritirare medaglie e coppa, consegnate poi ad Haftar nel parcheggio dello stadio, dove i giocatori festeggiarono.

### Classifica finale
Aggiornata al 23 luglio 2024.
|                  | Pos. | Squadra          | Pt | G | V | N | P | GF | GS | DR |
| ---------------- | ---- | ---------------- | -- | - | - | - | - | -- | -- | -- |
| Libia (bandiera) | 1.   | Al-Nasr Bengasi  | 15 | 5 | 5 | 0 | 0 | 8  | 2  | +6 |
|                  | 2.   | Al-Ahly Bengasi  | 8  | 5 | 2 | 2 | 1 | 9  | 5  | +4 |
|                  | 3.   | Al-Ahly Tripoli  | 7  | 5 | 2 | 1 | 2 | 6  | 6  | 0  |
|                  | 4.   | Al-Hilal Bengasi | 6  | 5 | 1 | 3 | 1 | 4  | 4  | 0  |
|                  | 5.   | Al-Shawehly      | 4  | 5 | 1 | 1 | 3 | 3  | 8  | -2 |
|                  | 6.   | Al-Madina        | 1  | 5 | 0 | 1 | 4 | 4  | 12 | -8 |

Legenda:

      Campione di Libia e ammessa alla CAF Champions League 2024-2025

Note:
Tre punti a vittoria, uno a pareggio, zero a sconfitta.

### Tabellino

#### Prima giornata
6 luglio 2024
| Risultati        | Risultati | Risultati       | Stadio                               |
| ---------------- | --------- | --------------- | ------------------------------------ |
| Al-Madina        | 1-2       | Al-Ahly Tripoli | Partenio-Adriano Lombardi (Avellino) |
| Al-Nasr Bengasi  | 1-0       | Al-Shawehly     | Gaetano Bonolis (Teramo)             |
| Al-Hilal Bengasi | 1-1       | Al-Ahly Bengasi | Gran Sasso (L'Aquila)                |

Aggiornata al 23 luglio 2024.

#### Seconda giornata
10 luglio 2024
| Risultati        | Risultati | Risultati       | Stadio                               |
| ---------------- | --------- | --------------- | ------------------------------------ |
| Al-Ahly Tripoli  | 3-1       | Al-Shawehly     | Gran Sasso (L'Aquila)                |
| Al-Ahly Bengasi  | 1-2       | Al-Nasr Bengasi | Partenio-Adriano Lombardi (Avellino) |
| Al-Hilal Bengasi | 0-0       | Al-Madina       | Gaetano Bonolis (Teramo)             |

Aggiornata al 23 luglio 2024.

#### Terza giornata
14 luglio 2024
| Risultati       | Risultati | Risultati        | Stadio                               |
| --------------- | --------- | ---------------- | ------------------------------------ |
| Al-Nasr Bengasi | 2-0       | Al-Ahly Tripoli  | Gran Sasso (L'Aquila)                |
| Al-Ahly Bengasi | 4-0       | Al-Madina        | Gaetano Bonolis (Teramo)             |
| Al-Shawehly     | 2-2       | Al-Hilal Bengasi | Partenio-Adriano Lombardi (Avellino) |

Aggiornata al 23 luglio 2024.

#### Quarta giornata
18 luglio 2024
| Risultati       | Risultati | Risultati        | Stadio                               |
| --------------- | --------- | ---------------- | ------------------------------------ |
| Al-Shawehly     | 1-2       | Al-Ahly Bengasi  | Partenio-Adriano Lombardi (Avellino) |
| Al-Madina       | 1-2       | Al-Nasr Bengasi  | Gran Sasso (L'Aquila)                |
| Al-Ahly Tripoli | 0-1       | Al-Hilal Bengasi | Gaetano Bonolis (Teramo)             |

Aggiornata al 23 luglio 2024.

#### Quinta giornata
22 luglio 2024
| Risultati        | Risultati | Risultati       | Stadio                               |
| ---------------- | --------- | --------------- | ------------------------------------ |
| Al-Ahly Tripoli  | 1-1       | Al-Ahly Bengasi | Gaetano Bonolis (Teramo)             |
| Al-Shawehly      | 4-0       | Al-Madina       | Gran Sasso (L'Aquila)                |
| Al-Hilal Bengasi | 2-2       | Al-Nasr Bengasi | Partenio-Adriano Lombardi (Avellino) |

Aggiornati al 23 luglio 2024.